# 曲阳桥镇
曲阳桥镇，原为曲阳桥乡，是中华人民共和国河北省石家庄市正定县下辖的一个乡镇级行政单位。2020年12月25日批复撤乡设镇。，2021年2月22日正式成立。行政区划代码为: 130123105。

## 行政区划
曲阳桥镇下辖以下地区：
东里寨村、西里寨村、曲阳桥村、上曲阳村、西叩村、东曲阳村、南曲阳村、西辛庄村、周家庄村、胡村、韩家楼村、高平村、前塔底村、后塔底村、北白店村、南白店村、邵同村、西汉村、东汉村和西河村。